# Bogudes
Bogudes ou Bogud (m. 31 a.C.) foi rei da Mauritânia com seu irmão mais velho Boco II no século I a.C.. Com a morte do pai, Boco I, Boco II assumiu o controle de todo o território a leste do rio Mouloya e Bogud, a oeste. Um importante aliado de Júlio César, Bogud posteriormente se aliou a Marco Antônio em sua disputa contra Otaviano. Bogud acabou deposto e morto por seu irmão — apoiado por Otaviano — no cerco de Metone, pouco antes da Batalha de Ácio.
Sua esposa, Eunoé, é conhecida como uma das várias amantes de Júlio César.

## Apoio a César
Tanto César quanto Boco II apoiaram o general romano Júlio César na guerra civil contra os aliados de Pompeu na África (49-45 a.C.). Numa tentativa de minar o apoio a César, Pompeu, o Jovem, filho de Pompeu, atacou o território de Bogud, mas foi expulso. O único resultado prático desta campanha foi provocar Bogud a declarar uma guerra total contra os pompeianos. César enviou Públio Sício para ajudá-lo num ataque ao território do rei Juba I da Numídia, cujo exército estava em marcha para se juntar aos pompeianos. Bogud capturou a cidade de Cirta, a capital de Juba I, o que fez com que ele abandonasse a campanha romana.
Com a vitória de César sobre as forças pompeianas lideradas por Metelo Cipião na Batalha de Tapso (na costa da moderna Tunísia), em 46 a.C., Boco II passou a comandar a maior parte do território númida tomado de Juba I. Bogud também participou da Batalha de Munda, na qual liderou um importante ataque à retaguarda pompeiana que resultou na desorganização completa de suas forças.

## Hispânia
Durante o governo de Quinto Cássio Longino na Hispânia Ulterior, a irrupção de uma revolta liderada por ele ameaçou o nascente regime de César, que jamais foi popular na região. Cássio pediu ajuda e Bogud respondeu. Marco Emílio Lépido interveio por ordem de César para mediar uma solução e restaurar a ordem, mas teve que negociar um tratado com os rebeldes de Cássio. Um ataque surpresa dos auxiliares de Bogud foi repelido, o que forçou Cássio a renunciar. Bogud regressou para a Mauritânia logo depois.

## Apoio a Marco Antônio
Depois que César foi assassinado em 44 a.C., os dois irmãos reis da Mauritânia se viram em lados opostos no cisma das forças cesarianas. Bogud passou a apoiar Marco Antônio e Boco II se aliou a Otaviano (o futuro imperador Augusto). Por volta de 38 a.C., Boco II ocupou o território de Bogud enquanto ele estava em campanha na Hispânia, obrigando Bogud a buscar a ajuda de Antônio no Egito. Boco II se auto-proclamou rei da Mauritânia reunificada e Otaviano confirmou o título como recompensa por sua lealdade. Bogud morreu durante a campanha de Marco Antônio enquanto lutava em Metone.
Em 33 a.C., depois de morrer sem descedentes, Boco II deixou o Reino da Mauritânia para a República Romana em seu testamento.